# السينما والفلسفة: ماذا تقدم إحداهما للأخرى
السينما والفلسفة: ماذا تقدم إحداهما للأخرى (بالإنجليزية: Thinking Through Film: Doing Philosophy, Watching Movies) كتاب للأُستاذٌ المشارك في الفلسفة بجامعة بوند الأسترالية «داميان كوكس» و«مايكل ليفين» أُستاذُ الفلسفة بجامعة ويسترن الأسترالية. صدر باللغة الإنجليزية عام 2011 عن دار نشر «وايلي بلاكويل» في 278 صفحة، وصدر باللغة العربية عام 2018 عن مؤسسة هنداوي في 334 صفحة. الكتاب هو مقدمة عن الفلسفة من خلال الفيلم، يجمع الكتاب بين استكشاف القضايا الفلسفية الأساسية وتجربة مشاهدة الأفلام، ويوفر تجربة قراءة ممتعة للطلاب الجامعيين وعشاق الفلسفة وهواة السينما على حد سواء.

## محتوى الكتاب
شكر وتقدير
تمهيد
الجزء الأول: الفلسفة والسينما
لماذا الربط بين السينما والفلسفة؟
الفلسفة والمشاهدة السينمائية
الجزء الثاني: نظرية المعرفة (الإبستمولوجيا) وما وراء الطبيعة (الميتافيزيقا)
الحقيقة والوهم في فيلم «استعادة كاملة» Total recall" (1990)"
علم الوجود و«المصفوفة»
العقل هو الأساس: «ذكاء اصطناعي» ومشاعر الحب لدى الروبوت
جسر المطار وحلم السفر عبر الزمن
الجزء الثالث: الوضع البشري
القدر والاختيار: فلسفة «تقرير الأقلي»
الهوية الشخصية: دراسة فيلم «تذكار» 2000 "Memento"
مشهد الرعب: «ألعاب مسلية»
البحث عن معنًى في جميع الأماكن الخطأ: «أن تحيا» (إيكيرو)
الجزء الرابع: الأخلاقيات والقيم
جرائم وجنح وهشاشة الدافع الأخلاقي
حياة الآخرين: الحظ الأخلاقي والندم
فارس الظلام: باتمان وأخلاق الواجب والنظرية العواقبية
طفولة خطرة: «الوعد» واحتمالية الفضيلة
قراءات إضافية 

## ملخص الكتاب
يهدف هذا الكتاب إلى تعريف القراء بمجموعة متنوعة من القضايا الفلسفية عبر عدسة السينما، فضلًا عن قضايا أخرى تتعلق بطبيعة السينما ذاتها، جامعًا بذلك بين موضوعين لا يجتمعان في أغلب الكتب الصادرة حديثًا والتي تتناول الفلسفة والسينما.
الفصل الأول من الجزء الأول ينناقش إمكانيات السينما كوسيط فلسفي؛ لماذا تشكِّل السينما وسيلة جيدة لمعالجة القضايا الفلسفية؟ وكيف يمكن تدعيم النقاشات الفلسفية من خلال السينما؟
الفصل الثاني ينناقش بعض القضايا الفلسفية التي تطرحها السينما ذاتها. وبينما يركز هذا الفصل على قوة السينما وأهميتها، فإنه يطرح كذلك قضايا فلسفية محورية أخرى حول السينما والمشاهدة السينمائية.
ويناقش عبر صفحات الكتاب المزيد من القضايا التي تتعلق بطبيعة السينما والمشاهدة السينمائية، من خلال طرح أسئلة من قبيل: لماذا تستهوينا أفلام معينة؟ كيف تحقق لنا الأفلام إمتاعًا؟ كيف نستطيع اكتشاف تلاعب فيلمٍ ما بحكمنا الفلسفي، وكيف ندرك البديهيات التي بنينا عليها هذا الحكم؟ كيف نستطيع استغلال نقاط الالتباس التي تعجُّ بها الأفلام لأغراض فلسفية؟
الفصول في الأجزاء من الثاني حتى الرابع يمكن أن تُقرأ عقب مشاهدة الأفلام المرشَّحة، وبعد قراءة الجزء الأول. يركِّز الجزء الثاني على الأفلام التي تثير تساؤلات حول نظرية المعرفة (الإبستمولوجيا Epistemology) وما وراء الطبيعة (الميتافيزيقا)، وتتناول موضوعات مثل الشكوكية وعلم الوجود والذكاء الاصطناعي والزمن (لا سيما السفر عبر الزمن).
يناقش الجزء الثالث أربعة أفلام تتصل بما قد يطلق عليه بوجهٍ عام «الحالة البشرية»، حيث يركز على الإرادة الحرة والهوية الذاتية والموت ومعنى الحياة. يقدم كذلك بحثًا متعمقًا نسبيًّا لطبيعة المشاهدة السينمائية؛ إذ يركز الفصل التاسع على أفلام الرعب لا سيما أفلام الرعب الواقعي. ويتساءل عما يجذب الجمهور إلى تجرِبة الرعب؛ أي إلى مشاعر الخوف والتقزز. في حين يهتم الجزء الرابع بقضايا الأخلاق والقيم، حيث يركز على الأفلام التي تعالج بدورها الموضوعات التالية: دوافع عيش حياة أخلاقية، والحظ الأخلاقي، وأخلاق الواجب، ونظرية العواقبية (العبرة بالنتيجة)، وأخيرًا نظرية الفضيلة.

## مقتطفات من الكتاب
قوة السينما ونطاق تأثيرها
يتحدث الأكاديميون كثيرًا عن «الأدبيات»، التي تُمثل مجموع الكتابات والأعمال الأساسية (الكلاسيكيات) التي تُشكِّل مرجعًا للأجيال المتعاقبة من البشر. ويُفترض أن تنقل الأدبيات معنًى وأنماطًا لصياغة المفاهيم من جيل لآخر، وأن تُشكِّل كذلك مجموع الكتابات المشتركة بين أبناء جيل واحد. نظريًّا، تهدف الأدبيات إلى وصف حقب وأجيال معينة وتمييزها، فتُجسِّد على سبيل المثال مُثلهم العليا (أو مثلهم العليا المزعومة) وآراءهم حول العائلة والحب والواجب الوطني. ويُفترض أن تُجسِّد الأدبيات مصدرًا مرجعيًّا مشتركًا لمجموعة من الأفراد ينتمون لثقافة ما، مهما كانت اختلافاتهم. والبعض يتساءل عما إذا كانت هذه الأعمال موجودة بالفعل أو سبق أن وُجدت؛ على أي شيء استندت تلك الأعمال (الإنجيل أو غيره من الكتب المقدسة، أعمال شكسبير، أعمال جيه دي سالينجر)؟ وما المكانة التي ينبغي أن تحظى بها؟ وكيف ينبغي استخدامها؟ وما أوجه سلطتها ولأي غرض اكتسبت تلك السلطة؟
يمكن القول إن الأفلام الروائية - ونُدرج ضمن هذا التصنيف الأفلام الطويلة والمسلسلات التي تُعرض على شاشة التليفزيون والمتاحة عبر أشكال أخرى متعددة - تُشكل أدبيات أو أعمالًا ومؤلفات أساسية حقيقية. إذا كان ذلك صحيحًا، فإنه يرجع إلى المكانة الشعبية واللانخبوية لفن السينما؛ فأعداد من يشاهدون الأفلام ويناقشونها أكثر من أعداد من يقرءون، وبالتأكيد عدد الأفراد الذين يشاهدون الأفلام نفسها يزيد عن عدد من يقرءون الكتب نفسها، وتتخطى الأفلام الحواجز الاجتماعية والاقتصادية وغيرها من الحواجز التي تفصل بين الجماهير على نحوٍ لم تتمكن الأعمال الكلاسيكية الغربية من فعله قط. وفي الدول المتقدمة يشاهد الجميع تقريبًا الأفلام ويتحدثون عنها بين حين وآخر. ومع توافر الأفلام في صور غير مكلفة، يرى أيضًا العديد من أفراد الفئات المحرومة اقتصاديًّا الأفلام بكثرة. وفي نظر عدد لا يُستهان به، تُشكل الأفلام مركزًا مرجعيًّا مشتركًا حيث تُحلل القيم والقضايا الأخلاقية والتساؤلات العامة والفلسفية. تُجسِّد الأفلام ذلك كله بطريقة مميزة، فهي متاحة بسهولة، وغالبًا ما تتمتع بجاذبية جمالية، فضلًا عن كونها مسلية من نواحٍ تجعلها مؤثرة من الناحية العاطفية والفكرية أو الذهنية. والأفلام عمومًا ليست جامدة ولا صعبة الفهم كما هي الحال عادةً مع النصوص الفلسفية أو الحُجج الجدلية المنهجية. تحظى الأفلام بشعبية، وهي متاحة بسهولة ومنتشرة في كل مكان وجذابة على المستوى العاطفي.
......
ما العلاقة بين الفلسفة والسينما؟
لقد اندمجت السينما والفلسفة لتُشكِّلا مجالًا مستقلًّا، وهو مجال يشهد نموًّا. إنه جزء من اتجاه نحو توسيع نطاق الموضوعات الصالحة للاستقصاء الفلسفي الجاد. وقد صاحب توسيع نطاق الموضوعات الفلسفية إدراك أن السينما وغيرها من أشكال وسائل الإعلام والترفيه قد تصبح أدوات فعالة لنقل الأفكار. وكثير من تلك الأفكار مثير للاهتمام من الناحية الفلسفية، وهي متأصلة في حياتنا اليومية، مثلها مثل الصداقة والحب والموت والهدف والمعنى. كون الحياة اليومية مصدرًا للموضوعات الفلسفية ليس باكتشاف جديد؛ فطالما عرف الفلاسفة القدماء ذلك، وإن أدى إضفاء الطابع المهني الاحترافي على الفلسفة في القرن العشرين أحيانًا إلى حجب هذا التركيز على الحياة اليومية. لقد شهدنا زيادة كبيرة في أعداد الكتب والمقالات التي لا تتناول الفلسفة والسينما فحسب، بل تتناول، من منظور أعمَّ، الفلسفة والثقافة. ويركز بعضها على الفلسفة والقضايا المعتادة كما تظهر على شاشة التليفزيون (كشكل من أشكال السينما) وفي الموسيقى المعاصرة، بينما يركز البعض الآخر على قضايا فلسفية - أخلاقية وسياسية ومعرفية واجتماعية ونفسية - أكثر تقليدية، كما تظهر في أفلام الاتجاه السائد.
........
دراسة فيلم «تذكار» 2000
الهُوية الشخصية موضوع بارز وراسخ في الفلسفة، وملائم حقًّا للاستكشاف عبر السينما.1 وإحدى أفضل المعالجات الفلسفية لهذا الموضوع في السينما المعاصرة هي فيلم المخرج كريستوفر نولان «تذكار» عام 2000.
يروي «تذكار» قصة لينارد شيلبي، وهو رجل يعاني من نوعٍ متفاقم جدًّا من فقدان الذاكرة. يعاني شيلبي من حالةٍ مَرضية يُطلَق عليها فقدان الذاكرة التقدُّمي، وهي حالة طبية موثَّقة حيث يفقد المصاب قدرته على تسجيل ذكرياتٍ جديدة في ذاكرته الطويلة الأمد.2 يُصوِّر نولان حالة فقدان الذاكرة التقدُّمي في «تذكار» تصويرًا دقيقًا إلى حدٍّ كبير؛ إذ نجد حالة شيلبي متفاقمةً لكن قدراته الإدراكية لم تزل سليمة، وذكرياته عن التجارِب والحقائق التي سجَّلها في ذاكرته الطويلة الأمد قبل إصابته الدماغية لا تزال كما هي. كذلك لم تتأثر ذاكرته القصيرة الأمد؛ ما يسمح له بالتركيز على تسلسُلٍ من الأحداث يدوم عدة دقائق. لكن بعد أن تمرَّ بضع دقائق من النشاط الدماغي الواعي المترابط، دائمًا ما ينسى شيلبي تسلسُل الأحداث ويُضطر إلى محاولة التعرُّف مجددًا على بيئته؛ أي معرفة ما قد فعله لِتوِّه، وما يحاول تحقيقه، ومن الذي يتحدث إليه، وغير ذلك من المعلومات. لدى شيلبي قدرة تعلُّم بعض الأشياء عبر التعوُّد القائم على التكرار؛ ومن ثَمَّ لا يُضطر إلى بدء عملية التعرف على محيطه من الصفر في كل مرة. وهكذا يصبح في وسعه فورًا إدراك النمط المنظم لحياته بينما يتنقل بين حلقةٍ وأخرى من حلقات الوعي المترابط. يستخدم «تذكار» أسلوبًا في غاية البراعة لتوضيح عملية الانتقال بين حلقات الوعي المترابط؛ فقد آثر نولان أن تسير أحداث السرد - الجزء الرئيسي منها على الأقل - في الاتجاه العكسي، بحيث يصبح الوضع المعرفي للمُشاهِد أشبه بوضع شيلبي.
.....
المعضلة الفلسفية حول الهوية الشخصية
في الواقع، يوجد الكثير من المعضلات الفلسفية المثارة حول الهوية الشخصية. ندعوك إلى تأمُّل هذه المجموعة من الأسئلة: إلى أي «نوع» من الأشخاص أنتمي؟ ما الذي «يجعلني» أنتمي إلى هذا النوع؟ إلى أي مدًى يمكنني أن أتغير، وفي الوقت ذاته أظل نفسي؟ ما الذي يجعلني شخصًا من الأساس؟ أيمكن أن أُوجَد دون جسد؟ هل يمكن أن يستمر وجودي بعد فناء جسدي؟ هل أظل على قيد الحياة إذا كنت في حالةٍ إنباتيةٍ مستديمة، أم هل تعني هذه الحالة نهايتي فعليًّا (وبِناءً على ذلك، في الحالة الإنباتية المستديمة يظل جسدي حيًّا، لكن وجودي ينتهي)؟ من بين تلك الأسئلة كلها، تطرح مجموعة منها صعوبة استثنائية، وقد جذبت انتباه معظم الفلاسفة. وهي الأسئلة العامة التي تتناول استمراريتنا عبر الزمن وعبر التغيُّر.

## نقد وتعليقات
كتب أحمد مروان على موقع "ميدل إيست اونلاين" في 23 أكتوبر 2018: "يثير المؤلفان قضيتين: الأولى هل يصح عقاب أشخاص على جرم لم يرتكب بعد؟ والثانية ترتبط بالعلاقة بين الإرادة الحرة والمسئولية الأخلاقية. فإذا كانت الجريمة قدر المجرم فما مدى مسئوليته الأخلاقية عنها؟ وإذا كانت جريمة القتل قد منعت فكيف يراها العرافون؟ العراف يرى ما سنفعله؟ فإذا لم نفعله لن يكون بوسعه رؤيته، وهنا يكمن التناقض، وبالتالي تصبح عملية إعادة كتابة المستقبل لا تقل في عدم منطقيتها عن عملية إعادة كتابة الماضي، لكن هذه الأسس الميتافيزيقية الواهية للفيلم لا تحرمه من نزعته الفلسفية. وبتوالي تحليل المؤلفين للأفلام عبر فصول الكتاب يتضح التأثير المتبادل بين السينما والفلسفة، وتفاعل الرؤى والافكار بينهما. فبالنظر إلى أعمال المخرجين الكبار، يتضح أن الفكرة الفلسفية نفسها تصنع جمالياتها عن طريق الربط بين الصورة والفكرة داخل ذهن المشاهد.
كتب مروان ياسين الدليمي في «القدس العربي» وموقع «الجسرة» في 24 فبراير 2019: «الكتاب يقدم للقارئ نظرة عامة على موضوعات هي في صميم الفلسفة، ومن منظور الكتابات التي تبحث عن العلاقة بين الفلسفة السينما. وهذا ما أشار إليه المؤلفان «إن تناول كل مِن فلسفة السينما، والفلسفة في الأعمال السينمائية في هذا الكتاب، يدعم كل منهما الآخر». وعليه فإن مجمل ما تم تناوله من مفردات يدعم فكرة محورية، تؤكد على أن الأفلام وسيط صالح للنقاش الفلسفي من عدة أوجه؛ إذ يمكن استخدامها لتسليط الضوء على قضايا فلسفية، وكوسيلة لاختبار نظريات فلسفية أو إجراء تمهيد لتجارب فكرية فلسفية، وكمصادر لمعضلات أو ظواهر مثيرة للاهتمام، تستدعي الاستقصاء الفلسفي، وكطريقة لفهم مغزى قضايا فلسفية أو تحديد الاحتمالات الفلسفية. ففي بعض الأحيان نستخدم نظريات فلسفية لتفسير الأفلام، وفي أحيان أخرى نستخدم الأفلام لتسليط الضوء على النظريات الفلسفية.»

## وصلات خارجية
https://www.hindawi.org/books/31859149/ السينما والفلسفة: ماذا تقدم إحداهما للأخرى
https://takweenkw.com/book/28714/single السينما والفلسفة: ماذا تقدم إحداهما للأخرى
https://www.goodreads.com/book/show/41950808 السينما والفلسفة: ماذا تقدم إحداهما للأخرى
https://archive.org/details/20201212_20201212_1914 السينما والفلسفة: ماذا تقدم إحداهما للأخرى
https://www.goodreads.com/en/book/show/13624879-thinking-through-film السينما والفلسفة: ماذا تقدم إحداهما للأخرى